# Lucy Boynton
Lucy Boynton (New York, 1994. január 17. –) angol színésznő.

## Filmográfia

### Film
| Év   | Eredeti cím                                   | Szerep                | Magyar cím                      |
| ---- | --------------------------------------------- | --------------------- | ------------------------------- |
| 2006 | Miss Potter                                   | fiatal Beatrix Potter | Miss Potter                     |
| 2013 | Copperhead                                    | Esther Hagadorn       |                                 |
| 2013 | Hymn to Pan                                   | Holliday              |                                 |
| 2015 | The Blackcoat's Daughter                      | Rose                  |                                 |
| 2016 | Lock In                                       | Lucy                  |                                 |
| 2016 | Sing Street                                   | Raphina               | Sing Street                     |
| 2016 | I Am the Pretty Thing That Lives in the House | Polly Parsons         |                                 |
| 2016 | Don't Knock Twice                             | Chloe                 |                                 |
| 2017 | Rebel in the Rye                              | Claire Douglas        |                                 |
| 2017 | Let Me Go                                     | Emily                 |                                 |
| 2017 | Murder on the Orient Express                  | Andrényi Elena grófné | Gyilkosság az Orient expresszen |
| 2018 | Apostle                                       | Andrea Howe           |                                 |
| 2018 | Bohemian Rhapsody                             | Mary Austin           | Bohém rapszódia                 |

### Televízió
| Év           | Eredeti cím                           | Szerep            | Magyar cím           |
| ------------ | ------------------------------------- | ----------------- | -------------------- |
| 2007         | Ballet Shoes                          | Posy Fossil       |                      |
| 2008         | Sense and Sensibility                 | Margaret Dashwood | Értelem és érzelem   |
| 2010         | Mo                                    | Henrietta Norton  |                      |
| 2011         | Lewis (epizod: The Gift of Promise)   | Zoe Suskin        |                      |
| 2011 és 2014 | Borgia (epizód: God's Monste és 1497) | Lucia             |                      |
| 2014         | Endeavour (epizód: Nocturne)          | Petra Briers      | Oxfordi gyilkosságok |
| 2014         | Law & Order: UK (epizód: Bad Romance) | Georgia Hutton    |                      |
| 2015         | Life in Squares                       | Angelica Bell     |                      |
| 2017         | Gypsy                                 | Allison Adams     |                      |

## Fordítás
- Ez a szócikk részben vagy egészben  a   Lucy Boynton című német Wikipédia-szócikk fordításán alapul.  Az eredeti cikk szerkesztőit annak laptörténete sorolja fel. Ez a jelzés csupán a megfogalmazás eredetét és a szerzői jogokat jelzi, nem szolgál a cikkben szereplő információk forrásmegjelöléseként.
- Ez a szócikk részben vagy egészben  a   Lucy Boynton című angol Wikipédia-szócikk fordításán alapul.  Az eredeti cikk szerkesztőit annak laptörténete sorolja fel. Ez a jelzés csupán a megfogalmazás eredetét és a szerzői jogokat jelzi, nem szolgál a cikkben szereplő információk forrásmegjelöléseként.